# Ctenochaetus binotatus
Ctenochaetus binotatus és una espècie de peix pertanyent a la família dels acantúrids.

## Descripció
- Pot arribar a fer 22 cm de llargària màxima.
- 8 espines i 24-27 radis tous a l'aleta dorsal i 3 espines i 22-25 radis tous a l'anal.
- Les aletes dorsal i anal són de color marró fosc. L'aleta caudal és de color marró als adults i groc al joves.[3][4]

## Alimentació
Es nodreix de detritus i algues unicel·lulars (com ara, Gambierdiscus toxicus), les quals produeixen la toxina anomenada ciguatera i fan d'aquest peix una baula important en la cadena alimentària marina pel que fa a l'acumulació i transmissió d'aquesta toxina.

## Hàbitat
És un peix marí, associat als esculls i de clima tropical (24 °C-26 °C; 24°N-34°S, 29°E-155°E) que viu entre 8 i 53 m de fondària (normalment, entre 10 i 50).

## Distribució geogràfica
Es troba des de l'Àfrica oriental fins a les Tuamotu, el sud del Japó, Nova Gal·les del Sud (Austràlia) i Nova Caledònia. És absent del mar Roig, el golf d'Oman, les illes Hawaii, les illes Marqueses, Pitcairn i l'illa de Pasqua.